# Ammobatoides rubescens
Ammobatoides rubescens är en biart som först beskrevs av Gottlieb Wilhelm Bischoff 1923.  Ammobatoides rubescens ingår i släktet Ammobatoides och familjen långtungebin. Inga underarter finns listade i Catalogue of Life.